# Ian Martin (Drehbuchautor)
Ian Martin (* 1953 in London) ist ein britischer Drehbuchautor.

## Leben und Karriere
Ian Martin war unter anderem Drehbuchautor für die Serie The Thick of It, die von Armando Iannucci erschaffen und erstmals 2005 ausgestrahlt wurde. An deren Spin-off, der Filmkomödie Kabinett außer Kontrolle aus dem Jahre 2009, war er ebenfalls beteiligt. Auch in der Folge arbeitete Martin mit Iannucci zusammen. So wirkte er als Autor und Supervising Producer (dt. überwachender Produzent) an fünf Staffeln der Serie Veep – Die Vizepräsidentin mit und gewann dafür 2015 einen Emmy in der Kategorie „Outstanding Comedy Series“. Sein Beitrag als Drehbuchautor zu Iannuccis Komödie The Death of Stalin aus dem Jahre 2017 brachte ihm eine Nominierung für den BAFTA-Award in der Kategorie „Outstanding British Film in 2018“ ein.
Am 9. Juni 2014 hielt Martin bei einer Abendveranstaltung an der Royal Academy of Arts im Rahmen des Architekturfestivals 2014 einen Vortrag.

## Privates
Ian Martin lebt seit 1988 in Lancaster. Er ist verheiratet und hat zwei Kinder.